# Football Club Písek
Il Football Club Písek è una società calcistica ceca con sede nella città di Písek. Oggi milita nella Česka fotbalová liga, terzo livello del calcio ceco.

## Palmarès

### Altri piazzamenti
- Česka fotbalová liga:

Secondo posto: 2008-2009